# Lycée Victor-Schœlcher
Le lycée Victor-Schœlcher (parfois lycée Victor Schœlcher) est un établissement d'enseignement secondaire public situé à Fort-de-France en Martinique. Premier lycée de la Martinique, il a accueilli toutes les générations de l'élite intellectuelle martiniquaise.
Nommé en l'honneur de l'homme politique Victor Schœlcher, il est, au XIXe siècle, situé entre les rues Victor-Hugo, du Théâtre et Pesset dans le quartier du Centre de 1881 à 1883, puis rue du Lycée, dans le quartier du Mouillage à Saint-Pierre, en Martinique, de 1883 au 8 mai 1902.

## Histoire

### Les origines (1816-1871)
À l'origine, les sœurs Ursulines, dont le couvent est installé dans le quartier du Fort sur la rive gauche de la Roxelane, construisent en 1738 un bâtiment dans le quartier du Mouillage qui sert à la fois d'école, d'orphelinat et d'asile. En 1816, il devint la "Maison Royale d'Education des Jeunes Filles" dont la direction est d'abord prise en charge par des laïcs, puis par les sœurs de Saint-Joseph de Cluny à partir de 1824 qui en assurent l'administration et créent un pensionnat royal. 
Avec l'avènement de la Deuxième République en 1848, la petite et moyenne bourgeoisie mulâtre pierrotine obtient des droits politiques et remporte les élections d’août. Majoritairement républicains et anticléricaux, les mulâtres militent pour l'établissement d'un collège laïque à Saint-Pierre afin de concurrencer le Séminaire-Collège, établissement d'enseignement religieux situé sur les hauteurs du quartier du Fort qui assure depuis 1848 l'éducation des garçons de l'aristocratie béké conservatrice et catholique. Le débat entre les partisans du collège laïque menés par le républicain Marius Hurard et son journal Les Colonies et ceux du Séminaire-Collège défendus par les journaux conservateurs Le Bien Public du Docteur Lota et Les Antilles cristallise les violentes tensions de la vie politique pierrotine tout au long de la dernière moitié du XIXe siècle.  Pour les républicains, l’instruction est un levier de promotion sociale et d’émancipation humaine. Elle doit donc être publique, laïque, accessible à tous et indépendante de toute religion.
Réélu député de la Martinique en mars 1871, Victor Schœlcher se bat pendant une décennie à l'Assemblée nationale et au Sénat pour la création d'un lycée laïque dans la colonie contre la volonté des ministres et celles de certains gouverneurs qui considèrent cette dépense inutile et somptuaire. Ce combat est relayé au sein du conseil général de la colonie par les élus républicains, comme Hurard, Ernest Deproge, Clavius Marius, Eugène Agricole et Auguste Waddy, qui y sont  majoritaires. En 1871, le conseil général de la colonie admet le principe de la création d'un collège colonial laïque. 

### Les débuts du lycée (1881-1901)
Lors de la séance du 19 novembre 1878, le président Binet invite le conseil à décider à la fois de la somme à accorder et de l'emplacement du collège. Le choix se porte sur Saint-Pierre et un arrêté du 6 décembre 1880 érige donc un établissement d'enseignement secondaire sous l’appellation de collège national, situé dans le quartier du Centre entre les rues Victor-Hugo, du Théâtre et Pesset. Le 2 mai 1881, un arrêté du gouverneur Théophile Aube le transforme en lycée colonial de la Martinique qui est officiellement inauguré le 21 juillet 1881, le jour de la Saint-Victor, par le gouverneur J.C Morau et le président du conseil général, Marius Hurard. Ce dernier, qui a milité depuis 1876 au conseil général pour la création d'un lycée, déclare triomphalement : « Le lycée est notre œuvre, ego sum qui feci. Le but que nous poursuivons depuis 10 ans, c'est la destruction de cette bastille qui s'appelle l'ignorance et avec elle cette sottise inanalysable que l'on appelle le préjugé de couleur ». Le lycée, qui accueille 80 élèves, est assimilé à un lycée métropolitain, et le même programme doit y être enseigné. Face aux réticences du pouvoir central, Marius Hurard se rend à ses frais en métropole pour recruter des enseignants laïques pour le nouveau lycée de Saint-Pierre.
Dès 1882, le conseil général notifie aux frères de l'instruction chrétienne de Ploërmel et aux sœurs de Saint-Joseph de Cluny que tous les établissements d’enseignement religieux seront laïcisés et qu'ils doivent quitter leurs établissements. Ainsi, le lycée s'installe en 1883 dans les bâtiments du pensionnat de jeunes filles des sœurs de Saint-Joseph de Cluny dans le quartier du Mouillage, malgré les protestations de celles-ci qui doivent déménager et dont l'institution est maintenant concurrencée par un nouveau pensionnat colonial créé par le conseil général et destiné à l’enseignement laïque des jeunes filles, qui s'installe dans les anciens locaux du lycée.    
Les conseillers généraux du groupe des Républicains de gauche et des Socialistes demandent au gouvernement en 1901 la dénomination « Lycée Victor Schœlcher » pour le lycée colonial en hommage au combat de l’abolitionniste mais aussi à l'homme du décret de 1848 sur l'éducation et au défenseur et au relais des républicains des Antilles au Sénat. Le 28 février 1902, un décret, promulgué le 6 avril, donne au lycée de Saint-Pierre le nom de Lycée Schœlcher.

### La destruction du lycée et sa reconstruction (1902 à nos jours)
La terrible nuée ardente émise au matin du 8 mai 1902 par la montagne Pelée laisse le lycée Schœlcher de Saint-Pierre à l'état de ruines, dont il ne subsiste plus qu'un pan de mur en maçonnerie, ainsi que les ruines de la chapelle. 
Après la destruction de Saint-Pierre, un arrêté du 15 septembre 1902 institue le transfert du lycée dans les locaux de l'externat colonial, à la caserne Bouillé à Fort-de-France. En 1919, une commission choisit d'établir le nouveau lycée Victor-Schœlcher sur une partie de l’ancien domaine de Bellevue à Fort-de-France, à l’emplacement de l’ancienne maison du Gouverneur. Initialement prévue pour le tricentenaire de la colonie en 1935, l'ouverture du nouveau lycée a lieu à l'issue des travaux en 1937.
Le bâtiment a été construit par les architectes Jean et Joseph Soupre et l'ingénieur Honoré Donat. 
En 1938 l'établissement offre un internat aux élèves et devient mixte en 1973.
Alors que le bâtiment est menacé de destruction compte tenu de son état, le député maire honoraire de Fort-de-France, Aimé Césaire, demande en octobre 2007, à la ministre de la Culture, le classement du lycée comme monument historique. Il est inscrit aux monuments historiques depuis le 19 janvier 2010.  
Cet établissement porte le nom de Victor Schœlcher (1804-1893), homme politique français, défenseur de l’abolition de l’esclavage dans les territoires français.

### Reconstruction (depuis 2013)
Depuis juillet 2013, des travaux de démolition ont été engagés en vue de la reconstruction du lycée Schœlcher, tout en préservant certains éléments. Il s'agit d'un projet architecturalement remarquable qui maintient la continuité entre le passé (les bâtiments du bas conservés, ceux juste au-dessus, très fortement identiques à ceux qui existent encore actuellement de l'ancien, mais en même temps reconstruits de manière plus moderne, et plus haut des constructions modernes). Le lycée offrira un théâtre, un parking souterrain, un self face à la mer, des locaux plus isolés pour les sections de techniciens supérieurs et les éventuelles classes préparatoires aux grandes écoles. Pendant la reconstruction, la communauté scolaire a été relogée aux lycées de Bellevue et Joseph Gaillard voisins.

### Inauguration (2022)
Le 7 octobre 2022 se déroule l'inauguration des nouveaux édifices du Lycée Schoelcher en présence de Pap Ndiaye, ministre de l'éducation nationale, de Serge Letchimy, président du conseil exécutif de la CTM, de Didier Laguerre, maire de Fort-de-France, ainsi que du préfet de la Martinique, de la rectrice de l'académie et du proviseur du Lycée.

## Classement du Lycée
En 2015, le lycée se classe 20e sur 31 au niveau départemental quant à la qualité d'enseignement, et 1483e au niveau national. Le classement s'établit sur trois critères : le taux de réussite au bac, la proportion d'élèves de première qui obtient le baccalauréat en ayant fait les deux dernières années de leur scolarité dans l'établissement, et la valeur ajoutée (calculée à partir de l'origine sociale des élèves, de leur âge et de leurs résultats au diplôme national du brevet).

## Anciens membres célèbres

### Élèves
- Victor Sévère (1867-1957)
- Ouanilo Béhanzin (1885-1928), avocat, prince et fils de Béhanzin, dernier roi du Dahomey indépendant
- Guy Cabort-Masson (1937-2002), écrivain
- Aimé Césaire (1913-2008), poète, dramaturge, essayiste, biographe et homme politique
- Jean Crusol (1943- ), économiste et homme politique
- Léon-Gontran Damas (1912-1978), poète, écrivain et homme politique
- Frantz Fanon (1925-1961), psychiatre et essayiste
- Édouard Glissant (1928-2011), romancier, poète et philosophe
- Georges Gratiant (1907-1992), avocat et homme politique
- Henry Jean-Baptiste (1933-2018), haut fonctionnaire et homme politique
- Édouard de Lépine (1932- ), enseignant, historien et homme politique
- Claude Lise (1941- ), homme politique
- Chris Macari (1980- ), réalisateur et producteur musical
- René Ménil (1907-2004), philosophe
- Jules Monnerot (1908-1995), sociologue,
- Gaël Octavia (1977- ), écrivaine et dramaturge
- Xavier Orville (1932-2001), écrivain, professeur agrégé d'espagnol
- Vincent Placoly (1946-1992), écrivain et homme politique
- Raymond Saint-Louis-Augustin (1940- ), enseignant et homme politique
- Alfred Marie-Jeanne (1936- ), enseignant et homme politique
- Serge Letchimy (1953- ), homme politique, président du Conseil Exécutif de la CTM
- Catherine Conconne (1963- ), femme politique, sénatrice de Martinique

### Professeurs
- Jean Chaffanjon (Avril 1882 - Novembre 1884)
- Raymond Burgard (1892-1944), écrivain et résistant, professeur de lettres (1925-1928)
- Suzanne Césaire (1915-1966), écrivaine
- Gilbert Gratiant (1895-1985), poète, professeur d'anglais
- René Ménil (1907-2004), professeur de philosophie
- Édouard de Lépine (1932-2020), enseignant d’histoire-géographie, ancien élève
- Octave Mannoni (1899-1989), ethnologue, philosophe et psychanalyste, professeur de philosophie (1925-1928)
- Joseph Zobel (1915-2006), aspirant répétiteur puis maître d’internat,